# Saturnia (Italie)
Pour les articles homonymes, voir Saturnia (homonymie).
Saturnia est une frazione de Manciano, en Maremme grossetane, un ancien site étrusque, connu depuis la Rome antique pour ses thermes en plein air.

## Histoire
Construite près d'une nécropole étrusque du Pian di Palma et de sources thermales, elle est connue depuis l'Antiquité, dédiée à Saturne, qui lui donne son nom. De riches Romains y firent construire des villégiatures.
Peu de vestiges romains sont encore visibles (la Porta Romana parcourue par la Via Clodia), la cité ayant été détruite au VIe siècle.
Au Moyen Âge, elle renaît par la création du comté de  Tintinnano, passe sous le contrôle des Aldobrandeschi au XIIIe siècle, et entre dans le comté de Sovana en 1274 ; au XIVe siècle sous les Baschi puis les Orsini ; au XVe siècle, sous le contrôle de la  république de Sienne ; puis détruite à nouveau, elle doit attendre son entrée au XVIe siècle, dans le grand-duché de Toscane pour renaître.

## Les thermes
Ses eaux sulfureuses, surgissant à 37,5 °C, proviennent des flancs sud du mont Amiata et des Colline dell'Albegna e del Fiora. Elles se répandent dans plusieurs sites naturels typiques avec leurs conques de concrétions calcaires.
Plusieurs de ses sites, accessibles gratuitement, en plein air, comme les Cascate del Mulino (ou Cascate del Gorello), en font les attraits principaux du lieu.
Selon la tradition mythologique, ces eaux auraient surgi après que Jupiter, dans un accès de colère contre Saturne, a frappé le sol de son foudre.

## Monuments
- Murailles de Saturnia : une première muraille fut construite par les Romains au cours du IIe siècle av. J.-C., sur des structures défensives étrusques préexistantes. Les Aldobrandeschi restructurèrent et agrandirent le cercle primitif au début du XIIIe siècle, en même temps que la construction de la forteresse. Les murs ont été reconstruits et réaménagés par la république de Sienne au milieu du XVe siècle.
- Rocca aldobrandesca : construite à la fin du XIIe siècle par les comtes Aldobrandeschi et reconstruite par les Siennois au XVe siècle, elle fut radicalement transformée en 1924, lors de la construction du château Ciacci, construit par la famille homonyme en style néo-médiéval, avec la tour crénelée qui rappelle le style médiéval original du complexe restant.
- Site étrusque de la nécropole du Puntone
- L'église romane Sainte-Marie-Madeleine, au centre du village, héberge une œuvre attribuée à Benvenuto di Giovanni : Madonna col Bambino fra San Sebastiano e Santa Maria Maddalena (fin du XVe siècle).
- La Porta Romana sur la via Clodia

## Galerie

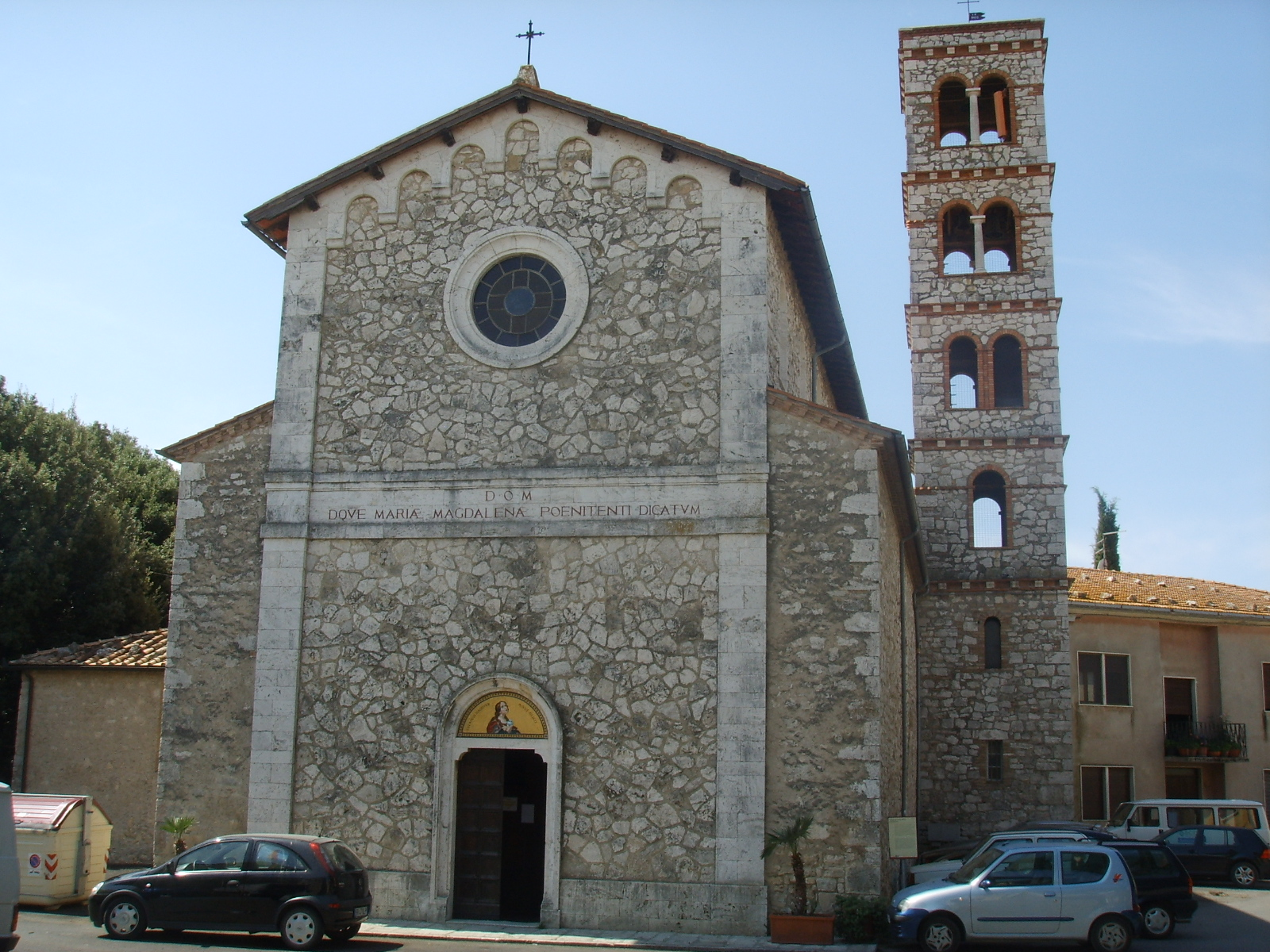
Église Sainte-Marie-Madeleine
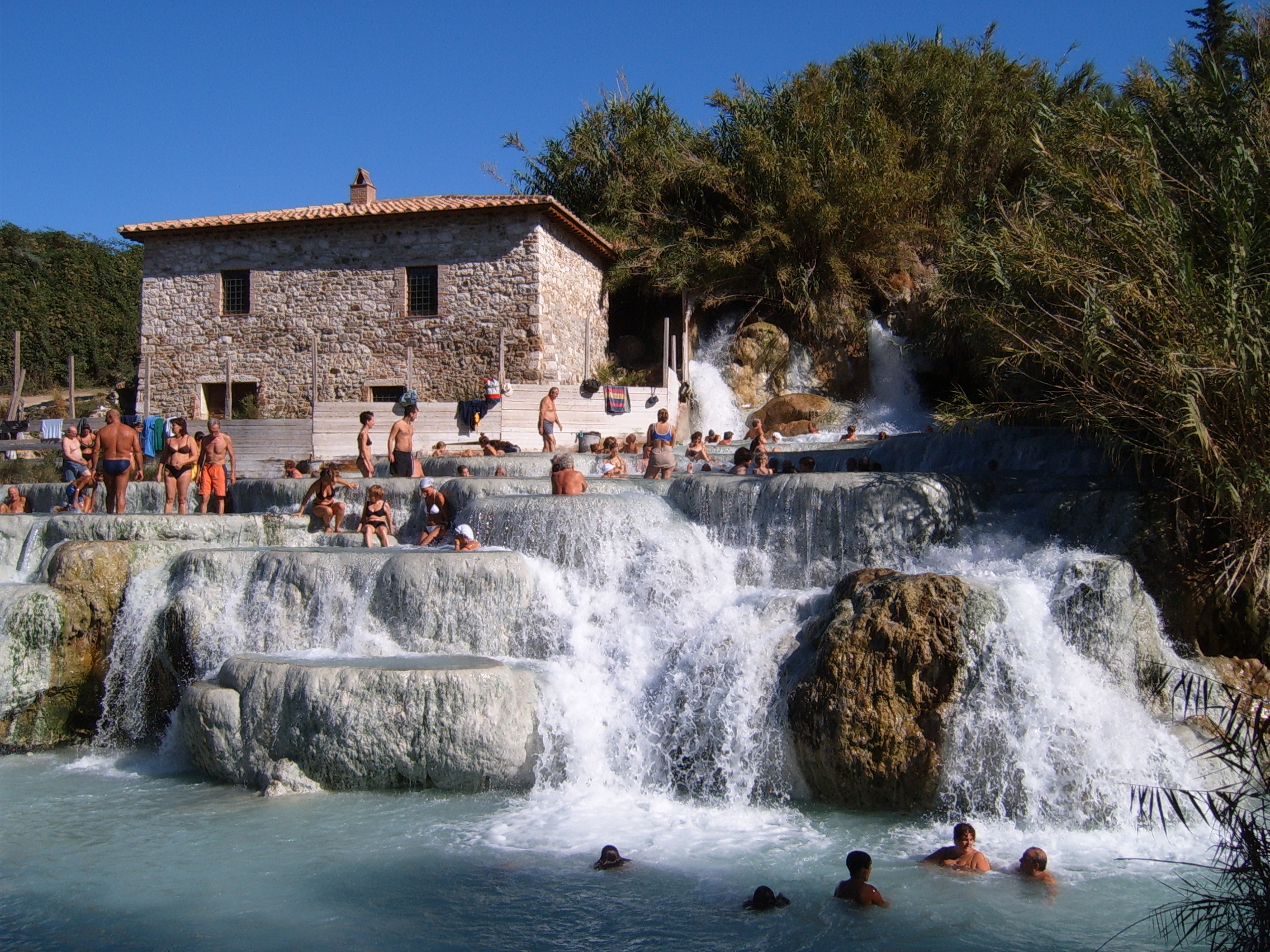
Cascade du Moulin
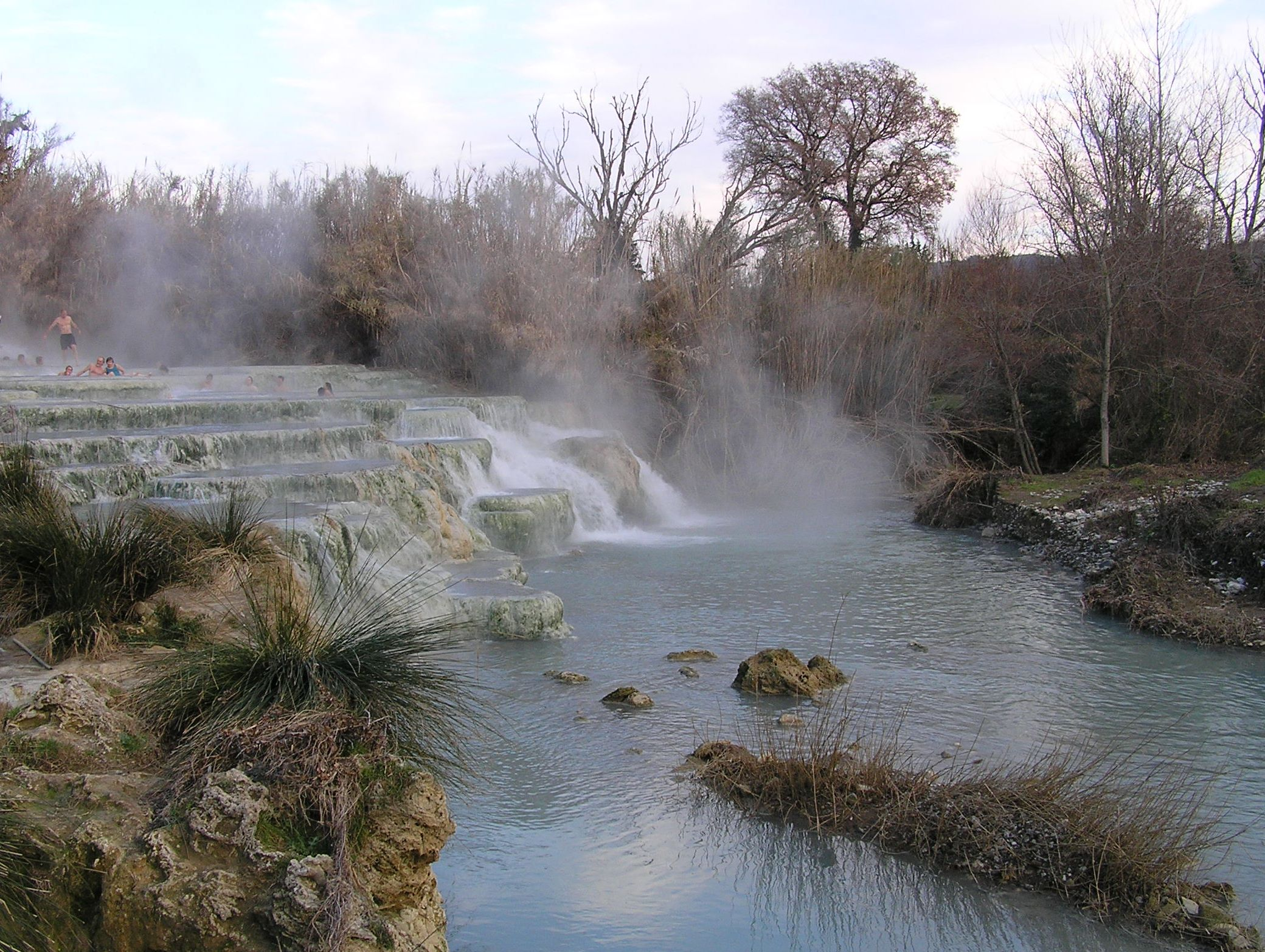
Cascade de Gorello
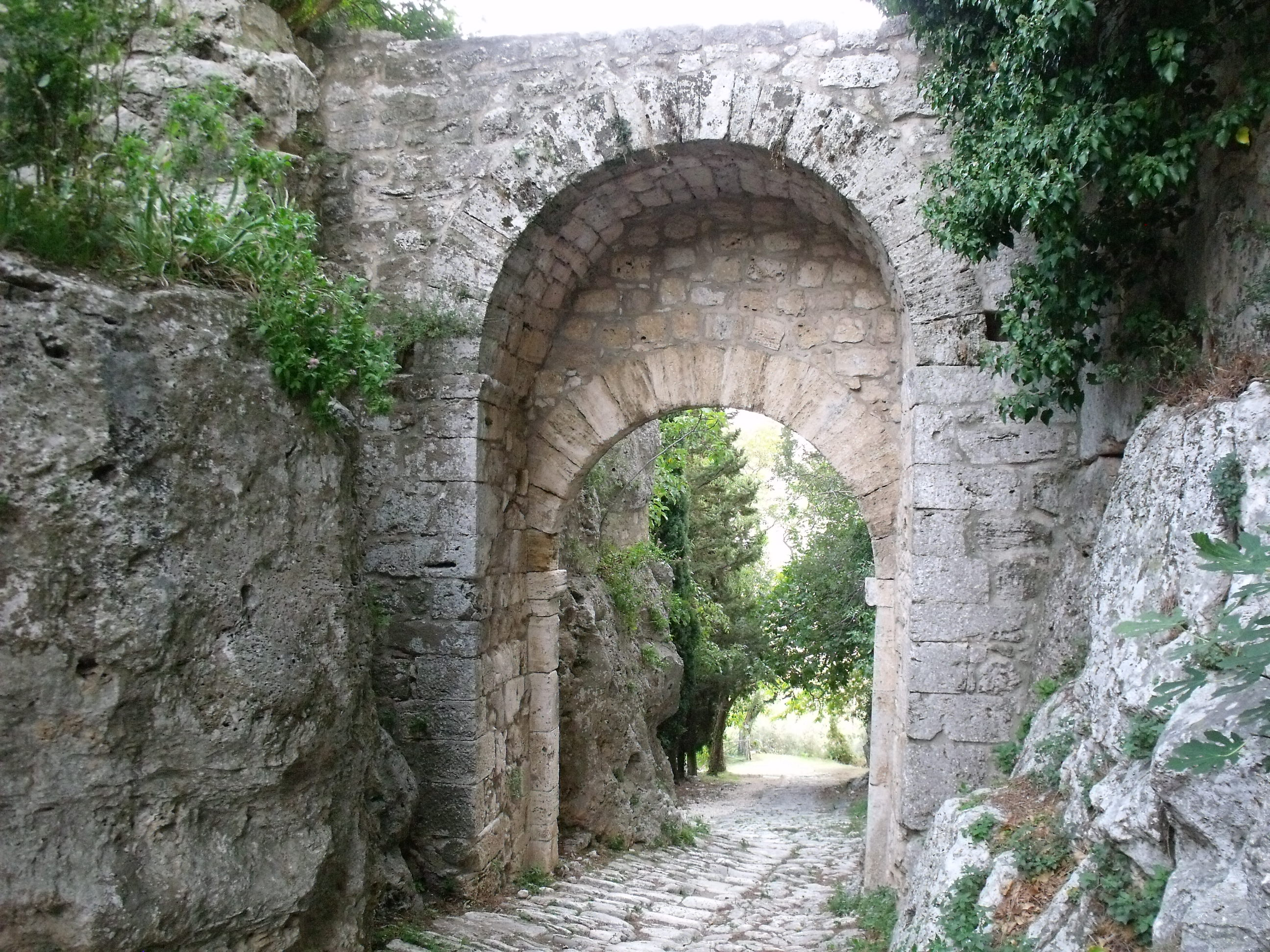
Porta Romana
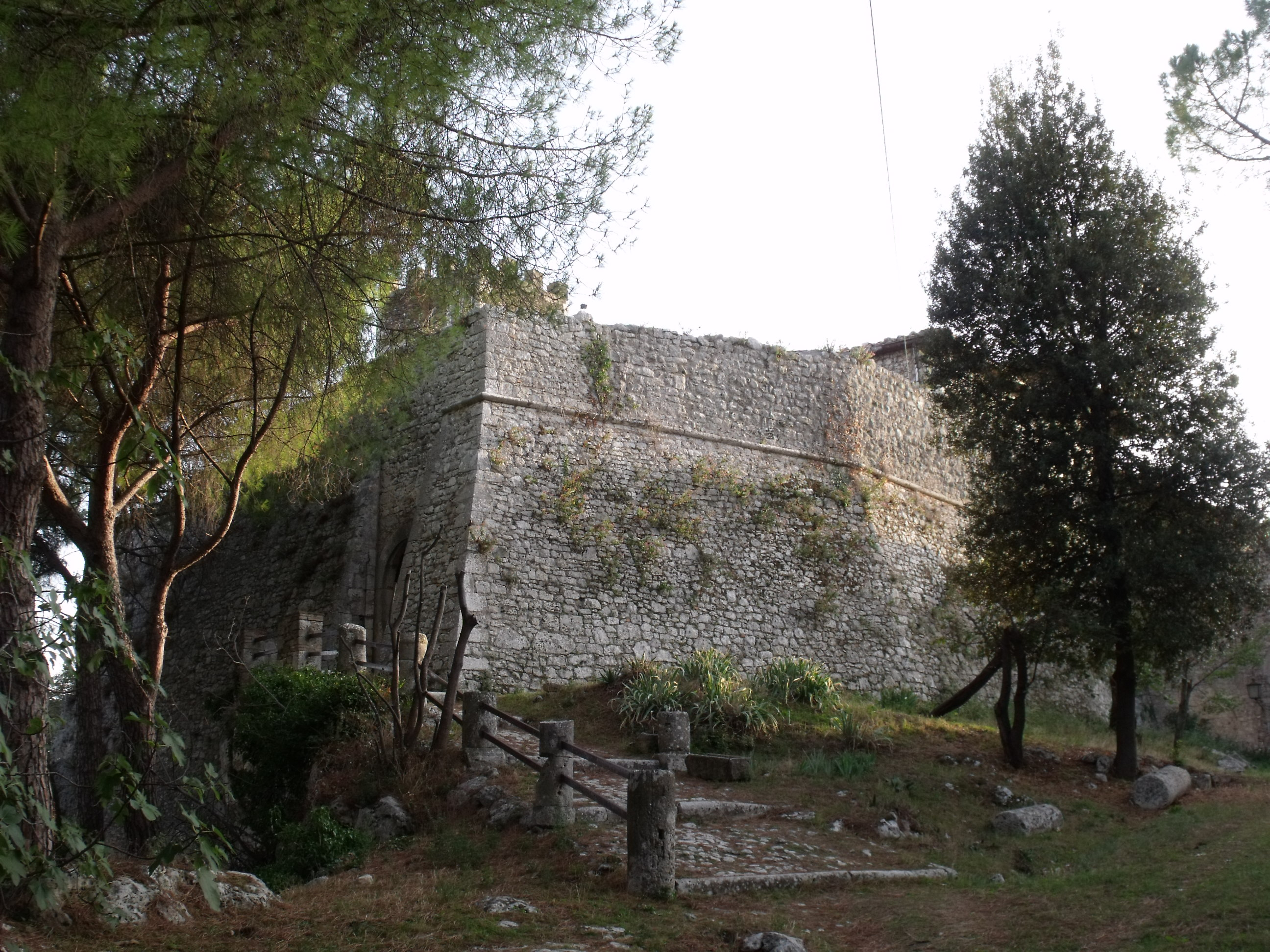
Forteresse aldobrandesque